# Gillis Biesheuvel
Gillis Biesheuvel (Amsterdam, 1972) is een Nederlands acteur en theatermaker.
Hij volgde de acteursopleiding aan de Toneelschool Arnhem waar hij 1995 afstudeerde. Sindsdien is hij te zien in toneelproducties, films en televisieseries. Naast zijn werkzaamheden als acteur schrijft en vertaalt hij teksten voor theater, film en televisie en geeft hij les aan toneelopleidingen. 
Van 1998 tot 2018 maakte hij als acteur, theatermaker en artistiek leider deel uit van toneelgezelschap Dood Paard waarmee hij ruim 60 voorstellingen maakte. Hij verliet het gezelschap begin 2018 en was daarna enkele jaren zelfstandig werkzaam voor o.a. Toneelgroep Oostpool, Theaterhaus Jena en Het Zuidelijk Toneel. Met ingang van seizoen 2024/2025 maakt hij deel uit van het vaste ensemble van Het Zuidelijk Toneel.

## Prijzen en nominaties
- 2010 Nominatie voor de Arlecchino voor zijn rol in Reigen ad lib van Dood Paard
- 1997 Gouden Kalf (Beste acteerprestatie TV Drama / Goede daden bij daglicht - That's No Way To Kill Your Mother)

## Filmografie

### Film
- 1999: Max Lupa
- 2001: Îles flottantes, als Boris
- 2002: Oud en nieuw
- 2004: Bijlmer Odyssee, als junkie Louis
- 2018: Yep!
- 2020: Rundfunk: Jachterwachter, als meneer Tent
- 2020: De kuthoer, als Jeroen
- 2023: Mascotte, als Fred

### Televisie
- 1997-1998: Goede daden bij daglicht
- 2006: Keyzer & De Boer advocaten, als Eddy de Beer
- 2007: Grijpstra & De Gier, als Robbie van der Drift
- 2011: De bende van Sjako, als Siemen
- 2011: A'dam - E.V.A., als Martin Krum
- 2011: Van God los, als Peter Paul
- 2015: Volgens Jacqueline, als Stef Kat
- 2019: Zeven kleine criminelen, als Richard
- 2019: Random Shit, als David
- 2021: Mocro Maffia: Komtgoed, als therapeut
- 2021: Onze straat: May, als de Hollander
- 2021: Trecx, als verschillende personages
- 2022: Flikken Maastricht, als Laszlo Ernt
- 2022: Judas, als Dennis
- 2022: Sleepers, als Vincent